# Anlandung in Anzac Cove
Marineoperationen – Arıburnu – Kap Helles – Krithia I – Krithia II – Krithia III – Zığındere – Sarı Baır – Kirte Bağları – Kanlısırt – Anafartalar – Anafarta – Kılıçbayır – Chunuk Bair – Scimitar Hill – Höhe 60
Die Anlandung in Anzac Cove am Sonntag, dem 25. April 1915, die auch als Landung in Gaba Tepe und bei den Türken als Arıburnu-Schlacht bekannt ist, war Teil der amphibischen Invasion der britischen Streitkräfte auf der Halbinsel Gallipoli, mit der die Landphase des Gallipoli-Feldzugs im Ersten Weltkrieg begann. Die Soldaten, die größtenteils dem Australian and New Zealand Army Corps (ANZAC) angehörten, wurden in der Nacht auf den 25. April an der westlichen Seite der Ägäis 1,6 km nördlich des vorgesehenen Landungsstrandes abgesetzt. In der Dunkelheit bahnten sie sich allmählich ihren Weg ins Landesinnere, wobei sie zunehmend auf den Widerstand der osmanisch-türkischen Verteidiger stießen. Nicht lange nach ihrer Landung wurden die Angriffspläne verworfen und die Kompanien und Bataillone wurden nach und nach in die Schlacht geworfen. Bei Einbruch der Dunkelheit hatten sie einen Brückenkopf gebildet, wenn auch viel kleiner als geplant. Seit 1916 wird der Jahrestag der Landung am 25. April als Anzac Day begangen, der zu einem der wichtigsten Gedenktage in Australien und Neuseeland geworden ist.

## Vorgeschichte
Das Osmanische Reich trat am 31. Oktober 1914 auf der Seite der Mittelmächte in den Ersten Weltkrieg ein. Der Stillstand der Grabenkämpfe an der Westfront überzeugte das britische Kriegskabinett davon, dass ein Angriff auf die Mittelmächte an anderer Stelle, insbesondere auf die Türkei, der beste Weg sein könnte, den Krieg zu gewinnen. Dies geschah ab Februar 1915 in Form von Seeoperationen, die darauf abzielten, eine Passage durch die Dardanellen zu erzwingen. Aber nach mehreren Rückschlägen wurde beschlossen, dass auch eine Landkampagne notwendig war. Zu diesem Zweck wurde die Mediterranean Expeditionary Force unter dem Kommando von General Ian Hamilton gebildet. Es waren drei amphibische Landungen geplant, um die Halbinsel Gallipoli zu sichern, die es der Marine ermöglichen sollten, die türkische Hauptstadt Konstantinopel anzugreifen, in der Hoffnung, die Türken zu einem Waffenstillstand zu bewegen.

## Truppen des Empire
Der Befehlshaber des unerfahrenen australischen und neuseeländischen Armeekorps (ANZAC), Field marshal William Birdwood, das aus der australischen Division und zwei Brigaden der neuseeländischen und australischen Division bestand, hatte den Auftrag, einen amphibischen Angriff auf der Westseite der Halbinsel Gallipoli durchzuführen. Die neuseeländische und australische Division verfügte normalerweise auch über zwei berittene Brigaden, die jedoch in Ägypten zurückgelassen wurden, da man davon ausging, dass auf der Halbinsel keine berittenen Truppen benötigt würden bzw. sich keine Gelegenheit bot, diese einzusetzen. Um die Division zu verstärken, hatte Hamilton erfolglos versucht, ihr eine Brigade Gurkhas zuzuteilen. Die ANZAC-Stärke betrug insgesamt 30.638 Mann.

## Osmanische Streitkräfte
Die osmanisch-türkische Armee des Ersten Weltkriegs wurde nach dem Vorbild der deutschen Landstreitkräfte aufgebaut. Die meisten ihrer Mitglieder wurden für zwei Jahre (Infanterie) oder drei Jahre (Artillerie) eingezogen und dienten dann dreiundzwanzig Jahre lang in der Reserve. Die Vorkriegsarmee umfasste 208.000 Mann in sechsunddreißig Divisionen, die in Armeekorps und Feldarmeen unterteilt waren. Bei der Mobilisierung verfügte jede Division über drei Infanterie- und ein Artillerieregiment, was einer Gesamtstärke von etwa zehntausend Mann entsprach, also etwa der Hälfte der entsprechenden britischen Formation. Im Gegensatz zu den weitgehend unerfahrenen Soldaten des ANZAC waren alle Kommandeure der türkischen Armee bis hinunter auf Kompanieebene als Veteranen des Italienisch-Türkischen Krieges und der Balkankriege sehr erfahren. Die britischen Vorbereitungen blieben der Hohen Pforte nicht verborgen und im März 1915 wusste Konstantinopel, dass sich fünfzigtausend britische und dreißigtausend französische Soldaten auf Lemnos versammelten. Die türkische Militärführung war der Ansicht, dass es nur vier mögliche Orte für eine Landung gab: Kap Helles, Gaba Tepe, Bulair oder an der asiatischen Seite der Dardanellen.
Am 24. März formierte Enver Paşa zur Verteidigung der Dardanellen die Fünfte Armee, eine Streitmacht von über 100 000 Mann, die sich aus zwei Korps mit sechs Divisionen und einer Kavalleriebrigade zusammensetzte und von General Otto Liman von Sanders befehligt wurde. Das III. Korps wurde auf der europäischen und das XV. Korps an der asiatischen Seite positioniert. Die 5. Division und die Kavalleriebrigade befanden sich auf dem europäischen Festland, um das III. Korps bei Bedarf zu unterstützen. Dem III. Korps gehörten die 9. Division (25., 26. und 27. Infanterieregiment), die 19. Division (57., 72. und 77. Infanterieregiment) und die 7. Division (19., 20. und 21. Infanterieregiment) an. Die 9. Division übernahm die Küstenverteidigung vom Kap Helles nördlich bis Bulair, wo die 7. Division übernahm, während die 19. Division in Maidos die Korpsreserve bildete. Das Gebiet um Gaba Tepe, wo die ANZAC-Landung stattfinden sollte, wurde vom 2. Bataillon des 27. Infanterieregiments verteidigt.

## Schlachtplan

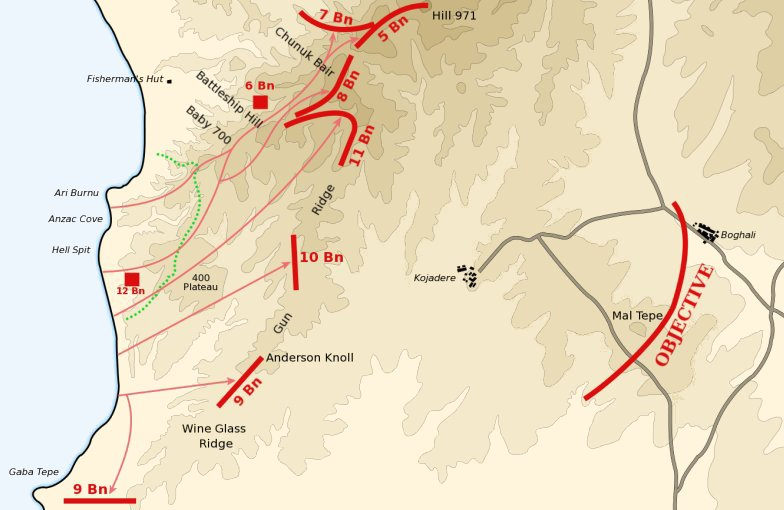
Ursprüngliche Ziele in roten Linien die gestrichelte grüne Line zeigt, was tatsächlich erreicht wurde. Die dunkle Farbtönung zeigt die Höhenverhältnisse

Der für die Operation gewählte Standort befand sich zwischen der Landzunge Gaba Tepe und Fisherman's Hut, 4,8 km nördlich. Die ersten Truppen landeten im Morgengrauen nach einer Bombardierung durch Marinegeschütze und sollten die unteren Kämme und südlichen Ausläufer des Hügels 971 einnehmen. Die zweite Welle sollte an ihnen vorbeiziehen, um die Ausläufer des Hügels 971, insbesondere Mal Tepe, zu besetzen. Dort sollten sie in Stellung gebracht werden, um die Kommunikationslinien des Feindes zum Kilid-Bahr-Plateau abzuschneiden. Damit sollte verhindert werden, dass die Türken während der Landung am Kap Helles, Verstärkung aus dem Norden auf das Kilid-Bahr-Plateau bringen konnten. Somit war die Einnahme von Mal Tepe wichtiger als die Einnahme des Kilid-Bahr-Plateaus selbst. Birdwood plante, noch in der Nacht vor der Halbinsel anzukommen und die ersten Truppen um 03:30 Uhr, eine Stunde vor Sonnenaufgang, anzulanden.
Als erste sollte die australische Division unter dem Kommando von Major General William Bridges an Land gehen. Die 3. australische Brigade unter Colonel Ewen Sinclair-MacLagan, sollte die Anhöhe vom Battleship Hill südlich entlang der Sari Bair-Bergkette bis zum Gaba Tepe einnehmen. Anschließend würde die 2. australische Brigade den gesamten Sari-Bair-Gebirgszug bis zum Hügel 971 auf der linken Seite erobern (siehe Gefecht bei Sarı Bayır). Als Nächstes sollte die 26. Jacob's Mountain Battery der Britisch-Indischen Armee sowie als Reserve die 1. australische Brigade folgen. Schließlich sollten bis 08:30 Uhr alle an Land sein. Im Laufe des Morgens würde ihnen die neuseeländische und australische Division unter dem Kommando von Major General Alexander Godley folgen. Erst nachdem die zweite Division gelandet war, sollte der Vormarsch auf Mal Tepe beginnen. Die Planer waren zu dem Schluss gekommen, dass das Gebiet, wenn überhaupt, nur spärlich verteidigt sein würde und sie ihre Ziele ohne Probleme erreichen konnten; türkischer Widerstand war nicht berücksichtigt worden.

## Anzac Cove

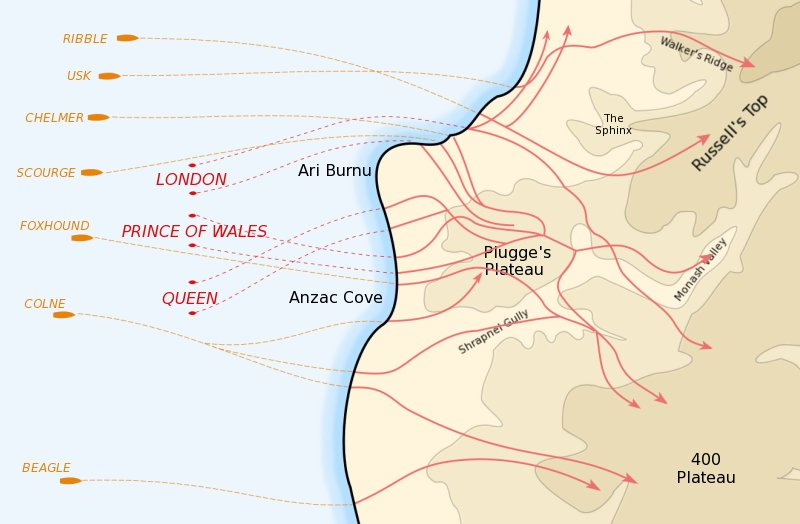
Karte der tatsächlichen Landung der 3. Brigade der 1. australischen Division in Anzac Cove am 25. April 1915. Die rot gestrichelten Linien sind die Wege der ersten Welle. Die orange gestrichelten Linien sind die Wege der zweiten Welle. Die roten durchgezogenen Linien zeigen den Weg der Truppen nach der Landung.

Am 19. April erging der Befehl an das ANZAC, alle Schiffe und kleinen Boote mit Kohle und Vorräten zu versorgen, um die Landung vorzubereiten, die ursprünglich für den 23. April geplant war. Die Wetterbedingungen verzögerten die Abfahrt von Lemnos bis zum Morgengrauen des 24. April. Die Schlachtschiffe Queen, Triumph, Prince of Wales, London und Majestic sowie der Kreuzer Bacchante und sieben Zerstörer ebneten den Weg für die Transporter.
In der Nacht auf den 25. April gegen 01:00 Uhr stoppten die britischen Schiffe und sechsunddreißig Boote, die von zwölf Dampfern geschleppt wurden, schifften die ersten sechs Kompanien ein, je zwei vom 9., 10. und 11. Bataillon. Um 02:30 Uhr meldete ein türkischer Wachposten, Schiffsbewegungen an das Hauptquartier der 9. Division. Die Boote setzten die Fahrt 46 m vor der Halbinsel fort, wobei sie nur ihre Ruder benutzten. Gegen 04:30 Uhr eröffneten türkische Wachposten das Feuer auf die Boote, aber die ersten ANZAC-Truppen waren bereits an der Arı Burnu an Land gegangen. Sie befanden sich 1,6 km weiter nördlich als vorgesehen und anstelle eines offenen Strandes sahen sie sich steilen Klippen und Bergrücken gegenüber, die bis zu 91 m hoch waren. Durch den Fehler waren sie jedoch in einem relativ unverteidigten Gebiet an Land gegangen. Am Gaba Tepe dem ursprünglichen Landungsabschnitt, befand sich die 5. Kompanie des 27. Infanterieregiments sowie eine starke Befestigung mit einer Artilleriebatterie. Die Hügel, die die Bucht umgaben, in der die ANZAC-Truppen landeten, machten den Strand sicher vor direktem türkischem Artilleriefeuer. Fünfzehn Minuten nach der Landung begann die Royal Navy mit dem Beschuss von Zielen in den Hügeln. Das 27. Infanterieregiment verfügte ebenfalls über einen Zug von achtzig bis neunzig Mann in Anzac Cove und einen zweiten Zug im Norden um die Fisherman's Hut. Der dritte Zug befand sich in einer Reserveposition auf dem zweiten Bergrücken. Zudem hatten sie den Stützpunkt Gaba Tepe, der mit zwei veralteten, Nordenfelt-Mitrailleuse ausgestattet war, und mehrere kleinere Posten im Süden besetzt.
Als das 9. und 10. Bataillon begann, die Arı Burnu Anhöhe hinaufzusteigen, fanden sie lediglich einen verlassenen Graben vor. Bald erreichten die Soldaten Plugge's Plateau, von wo aus sie von den Türken beschossen wurden. Nachdem immer mehr Australier das Plateau erreichten, begannen sich die Türken auf eine weitere Anhöhe etwa 200 m ins Landesinnere zurückzuziehen. Als Major Edmund Brockman vom 11. Bataillon, das Plateau erreichte, entsandte er die Männer des 9. Bataillons auf die rechte Flanke, das 11. Bataillon auf die linke und das zehnte Bataillon ins Zentrum.
Auch die zweiten sechs Kompanien erreichten die Küste noch vor Sonnenaufgang. Die Transporter, die von Zerstörern geschleppt wurden, näherten sich unter Beschuss dem Strand auf 460 m, um die Truppen auszuladen. Die Landetruppen waren viel breiter verteilt als beabsichtigt. Dadurch verbreiterte sich der Brückenkopf um 2,8 km in nördlicher und südlicher Richtung. Im Süden erreichten die Männer den Fuß des 400 Plateau und im Norden Walker's Ridge. Etwa zur gleichen Zeit nahm türkische Artillerie den Brückenkopf unter Beschuss und zerstörte dabei mindestens sechs Landungsboote. Unter schwerem Beschuss erreichten die ANZAC-Truppen Russell's Top. Die Türken zogen sich daraufhin über den Nek auf den 320 m entfernen Baby 700 zurück. Beunruhigt wegen eines möglichen Gegenangriffs aus Süden beschloss Colonel Maclagan, Befehlshaber der 3. Brigade, Pine Ridge zu halten, anstatt wie geplant zum Gun Ridge vorzustoßen. Dieses Zögern kam den türkischen Verteidigern entgegen, die dadurch Zeit für einen Gegenangriff gewonnen hatten.

### Reaktion der Osmanen
Um 05:45 Uhr erhielt Kaymakam Mehmet Sefik vom türkischen 27. Infanterieregiment schließlich den Befehl, sein 1. und 3. Bataillon nach Westen zu verlegen und das 2. Bataillon in der Nähe von Gaba Tepe zu unterstützen. Miralay Halil Sami, Befehlshaber der 9. Division, befahl außerdem, die Maschinengewehrkompanie der Division und eine Artilleriebatterie zur Unterstützung des 27. Infanterieregiments zu verlegen. Um 08:00 Uhr erhielt Kaymakam Mustafa Kemal, Befehlshaber der 19. Division, den Befehl, ein Bataillon zur Unterstützung zu schicken. Kemal beschloss stattdessen, selbst mit dem 57. Infanterieregiment und einer Artilleriebatterie in Richtung Chunuk Bair zu gehen, von dem er erkannte, dass es sich um den Schlüsselpunkt der Verteidigung handelte.
Um 09:00 Uhr näherten sich Sefik und seine beiden Bataillone Kavak Tepe, wo sie auf das 2. Bataillon trafen, das einen taktischen Rückzug unternommen hatte. Etwa 90 Minuten später wurde das Regiment eingesetzt, um die ANZAC-Truppen am weiteren Vorrücken zu hindern. Als Kemal gegen 10:00 Uhr am Scrubby Knoll eintraf, erhielt der den Befehl sich auf einen Gegenangriff vorzubereiten. Scrubby Knoll, bei den Türken als Kemalyeri (Kemals Platz) bekannt, wurde nun für den Rest des Feldzugs zum Standort des türkischen Hauptquartiers.

## Baby 700

### Erste Welle
Maclagen schickte das 11. Bataillon, sowie Teile des 9. und 12. Bataillons in Richtung Baby 700. Brockman teilte seine eigene Kompanie und schickte sie links und rechts des Rest Gully hinauf, während Brockman selbst und ein Reservezug das Monash Valley hinaufzogen. Bei ihrem Vormarsch wurden sie von der türkischen Artillerie mit Splittergranaten beschossen, die die Kompanien auseinandertrieben. Dies und die Tatsache, dass hochrangige Offiziere ihre Männer in andere Gebiete abkommandierten, führte dazu, dass nur Bruchteile der Einheiten schließlich Baby 700 erreichten.
Als er bei Baby 700 ankam, beschloss Captain Eric Tulloch vom 11. Bataillon, seine verbliebenen sechzig Mann zum Battleship Hill zu führen, während Major Lalors Kompanie sich eingraben und den Nek verteidigen sollte. Das 11. Bataillon überquerte die erste Anhöhe ohne Gegenwehr, doch an der zweiten eröffneten die türkischen Verteidiger in einer Entfernung von 370 m das Feuer auf sie. Die Australier gingen zu Boden und erwiderten das Feuer. Als das türkische Feuer nachließ, setzten die verbliebenen fünfzig Männer ihren Marsch fort und erreichten die nun geräumte türkische Stellung. Dahinter befand sich eine große Senke, hinter der der Battleship Hill lag. Noch immer unter Beschuss, rückten sie weiter vor, bis etwa 640 m vom Gipfel entfernt, türkische Soldaten aus einem Graben ebenfalls das Feuer auf sie eröffneten. Die Soldaten hielten dreißig Minuten lang stand, doch das zunehmende türkische Feuer und die steigenden Verluste veranlassten Tulloch zum Rückzug. Keine andere ANZAC-Einheit sollte an diesem Tag so weit ins Landesinnere vordringen.
Um 08:30 Uhr beschlossen Major Robertson und Lalor, mit ihren Kompanien den Baby 700 zu besteigen. Anstatt wie Tulloch rechts herum zu gehen, stiegen sie direkt in der Mitte hinauf und überquerten den Gipfel am Nordhang. Ein Felsvorsprung zu ihrer Linken, der zur Suvla-Bucht führte, wurde von einem türkischen Grabensystem verteidigt. Um 09:15 Uhr begannen die türkischen Truppen, sich den Battleship Hill hinunterzubewegen. In einer Rinne an der Seeseite zwischen Battleship Hill und Baby 700 gingen sie in Position und eröffneten das Feuer, was die Anzac-Soldaten sofort erwiderten. Türkisches Maschinengewehrfeuer von Baby 700 zwang die australischen Truppen schließlich zum Rückzug. Von seinem Hauptquartier im Monash Valley aus konnte Maclagen die Türken angreifen sehen und schickte alle verfügbaren Männer in Richtung Baby 700.

### Zweite Welle
Die 2. Brigade unter Colonel James Whiteside McCay landete zwischen 05:30 und 07:00 Uhr, die in Reserve gehaltene 1. Brigade zwischen 09:00 und 12:00 Uhr, wodurch sich der Zeitplan bereits verzögerte. Die 2. Brigade, die sich auf der linken Seite auf Baby 700 zubewegen sollte, wurde stattdessen auf die rechte Seite geschickt, um einen sich dort anbahnenden türkischen Angriff abzuwehren. Die 1. Brigade (Colonel Henry Normand MacLaurin) befand sich auf der der 3. Brigade gegenüberliegenden Flanke und war bereits in eigene Kämpfe verwickelt, als der Kommandeur im dortigen Landekopf, Colonel Percy Thomas Owen von Maclagen um Verstärkung gebeten wurde. Owen schickte zwei Kompanien des 3. Bataillons und eine Kompanie des 1. Bataillons zur Unterstützung der 3. Brigade. Kurz darauf wurde Lalors Kompanie in den Nek zurückgedrängt, während gleichzeitig die Türken, drohten Russell's Top zurückzuerobern. Schließlich meldete Maclagen Bridges um 10:15 Uhr seine Zweifel, die Stellung halten zu können.
Daraufhin schickte Bridges zwei Kompanien des 2. Bataillons zur Verstärkung der dritten Brigade. Um 11:00 Uhr erreichten die beiden Kompanien den Fuß des Baby 700 und schlossen sich den siebzig Überlebenden der Kompanien von Robertson und Lalor an. Sie griffen sofort an und konnten die Türken über den Gipfel des Baby 700 zurückdrängen. Kurz darauf trafen die beiden Kompanien des 2. Bataillons ein. Zu diesem Zeitpunkt waren die meisten Männer der 3. Brigade gefallen oder verwundet, und die Linie wurde von den fünf dezimierten Kompanien der 1. Brigade gehalten. Auf der linken Seite griff Major Charles Gordons Kompanie mit den Überlebenden des 11. und 12. Bataillons an und eroberte den Gipfel des Baby 700, wurde aber von türkischen Gegenangriffen zurückgedrängt. Maclagen forderte zum zweiten Mal Verstärkung für Baby 700 an, aber die einzigen Reserven, die Bridges zur Verfügung hatte, waren das 4. Bataillon sowie zwei Kompanien des 2. Bataillons. Gegen 10:45 Uhr waren bereits mehrere Kompanien der 1. neuseeländischen Brigade, unter Brigadegeneral Harold Walker angelandet worden, so dass beschlossen wurde, sie als Verstärkung nach Baby 700 zu schicken.

### Dritte Welle
Um 12:00 Uhr war das Auckland-Bataillon unter dem Kommando von Arthur Plugge an Land gegangen und wurde am Strand entlang nach Norden nach Russell's Top geschickt. Da der einzige Weg entlang des Bergrückens  über einen Ziegenpfad führte, befahl Walker, die Route über Plugge's Plateau zu nehmen. Alle anderen neuseeländischen Einheiten wurden ebenfalls auf demselben Weg zu Baby 700 geleitet. Bei dem Versuch, dem türkischen Feuer auszuweichen, wurden sie jedoch im Monash Valley und in Rest Gully zersprengt, sodass am Nachmittag erst zwei der Auckland-Kompanien Baby 700 erreichten. Um 12:30 Uhr waren zwei Kompanien des Canterbury-Bataillons angelandet worden. Diese wurden zur Unterstützung der Auckland-Kompanien entsandt, die inzwischen nach Plugge's Plateau zurückbeordert worden waren und auf die Landung der restlichen Brigade warteten. Doch zwischen 12:30 Uhr und 16:00 Uhr ging keine einzige Infanterie- oder Artillerieformation an Land. Die Schiffe mit den Neuseeländern befanden sich in der Bucht, aber die Dampfer und Ruderboote wurden benutzt, um die große Zahl der Verwundeten zum Lazarettschiff zu bringen. Die Transporter mit der 4. australischen Brigade an Bord befanden sich noch weit draußen auf dem Meer und sollten erst am Abend an Land gehen. Die Landung wurde gegen 16:30 Uhr fortgesetzt, als das Wellington-Bataillon an Land ging, gefolgt vom Otago-Bataillon gegen 17:00 Uhr. Als Nächstes landeten die beiden anderen Canterbury-Kompanien, die nach Norden Richtung Walker's Ridge geschickt wurden, um die linke Flanke des Korps auszubauen. Da die Transporter mit den Artilleriebatterien der beiden Divisionen durch türkisches Artilleriefeuer weiter aufs Meer hinausgedrängt worden waren, dauerte es bis zum nächsten Morgen, bis die gesamte Brigade an Land gehen konnte.

### MacLaurin's Hill
MacLaurin's Hill ist ein 910 m langer Abschnitt des zweiten Bergrückens, der das Baby 700 Plateau mit dem 400 Plateau verbindet und auf der ANZAC-Seite einen steilen Abhang zum Monash Valley aufweist. Als die ANZAC-Truppen des 11. Bataillons den Hügel erreichten, gerieten sie unter Beschuss von Baby 700, worauf sie begannen, sich einzugraben. Kurz darauf erhielten sie den Befehl von MacLagen, die Stellung um jeden Preis zu halten. Um 10:00 Uhr rückten türkische Truppen von Scrubby Knoll aus bis auf 270 m an die Australier auf dem Hügel heran und eröffneten das Feuer auf sie. Insgesamt befanden sich zweieinhalb Kompanien des 11. Bataillons zwischen Courtney's Post, Steele's Post und Wire Gully. Sie waren noch nicht lange dort, als das 3. Bataillon eintraf, um sie zu verstärken.

## 400 Plateau
Das 400 Plateau, benannt nach seiner Höhe über dem Meeresspiegel, war ein breites und ebenes Plateau auf der zweiten Kammlinie, das etwa 550 × 550 m breit war und rund 910 m von Gun Ridge entfernt lag. Die nördliche Hälfte des Plateaus wurde als Johnston's Jolly und die südliche Hälfte als Lone Pine bekannt, mit Owen's Gully dazwischen.

### Dritte Brigade

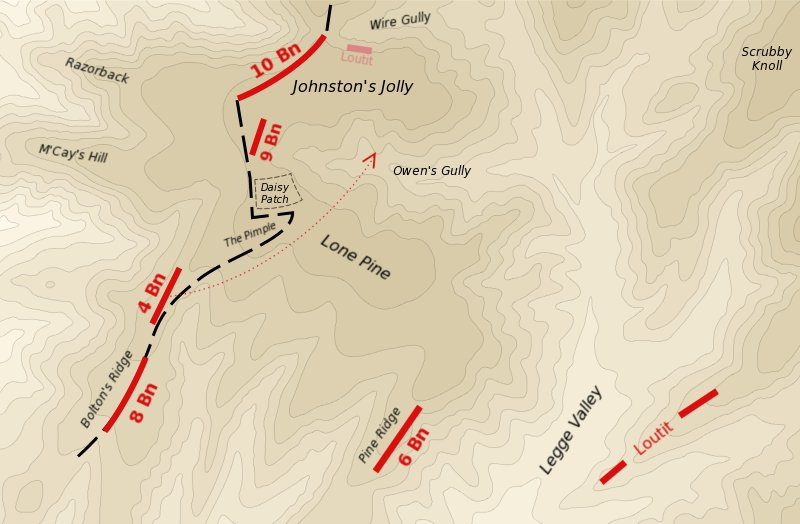

Wäre die Landung planmäßig verlaufen, hätte das 11. Bataillon die Hochebene in Richtung Norden überqueren sollen. Das 10. Bataillon sollte südlich der Hochebene einen türkischen Graben und eine Artilleriebatterie hinter Gun Ridge einnehmen. Das 9. Bataillon sollte sich weit südlich davon befinden und zur Batterie auf dem Gaba Tepe vorstoßen. Die 26. Jacob's Mountain Battery sollte ihre Geschützlinie auf dem Plateau aufbauen, während das 12. Batallon sich als Reserve hinter dem Plateau versammeln sollte. Den ANZAC-Offizieren war jedoch nicht bekannt, dass die Türken eine Artilleriebatterie sowie vier Maschinengewehre auf dem 400 Plateau aufgestellt hatten. Nach der Landung machten sich Männer des 9. und 10. Bataillons auf den Weg zum Plateau 400. Der erste Zug des 10. Bataillons, der dort eintraf, stand unter dem Kommando von Lieutenant Noel Loutit und wurde von Brigade-Major Charles Brand begleitet. Sie entdeckten die türkische Batterie im Sektor Lone Pine, die sich nach einem Schusswechsel nach Owen's Gully zurückzog. Brand blieb auf dem Plateau und befahl Loutit, die Verfolgung der türkischen Batterie fortzusetzen. Etwa zur gleichen Zeit erreichten Lieutenant Eric Smith und seine Späher vom 10. Bataillon sowie Lieutenant G. Thomas mit seinem Zug vom 9. Bataillon das Plateau auf der Suche nach den Geschützen. Als sie das Plateau überquerten, wurden sie von türkischen Maschinengewehren aus dem Gebiet von Lone Pine unter Beschuss genommen. Eine Squadeinheit entdeckte die Batterie, schließlich die von der Schlucht aus einer Entfernung von 180 Metern zu feuern begonnen hatte. Nach kurzem Kampf gelang es die Geschütze auszuschalten. Inzwischen war der Großteil des 9. und 10. Bataillons zusammen mit Maclagen auf dem Plateau eingetroffen. Doch anstatt nach Gun Ridge vorzustoßen, befahl er ihnen, sich auf dem Plateau einzugraben.
Lieutenant J. Haig vom 10. und zweiunddreißig Mann des 9., 10. und 11. Bataillons durchquerten das Legge Valley und erklommen einen Ausläufer des Gun Ridge südlich von Scrubby Knoll. Als sie den Gipfel erreichten, befand sich etwa 370 m weiter landeinwärts des Gun Ridge, der von einer großen Anzahl türkischer Truppen verteidigt wurde.  Gegen 08:00 Uhr erhielt er durch Captain J. Ryder vom 9. Bataillon eine halbe Kompanie Verstärkung. Ryder hatte den Befehl, sich einzugraben, nicht erhalten und rückte vor, um eine Linie rechts von Loutit zu bilden. Kurz darauf gerieten sie von Scrubby Knoll aus unter Beschuss und liefen Gefahr, abgeschnitten zu werden. Ryder sandte daraufhin eine Nachricht, um weitere Verstärkung zu holen. Der Bote machte Captain John Peck, den Adjutanten des 11. Bataillons, ausfindig, der alle Männer um sich versammelte und nach vorne ging, um Ryder zu verstärken. Es war inzwischen 09:30 Uhr und die Männer auf dem Sporn, der von den Türken überrannt worden war, hatten begonnen, sich zurückzuziehen. Um 10:00 Uhr stellten die Türken ein Maschinengewehr auf dem Sporn auf und eröffneten das Feuer auf die sich zurückziehenden Australier. Von den Türken verfolgt, erreichten nur elf Überlebende, darunter Loutit und Haig, Johnston's Jolly und gingen in Deckung. Weiter hinten hatten zwei Kompanien des 9. und des 10. Bataillons begonnen, eine Grabenlinie auszuheben.

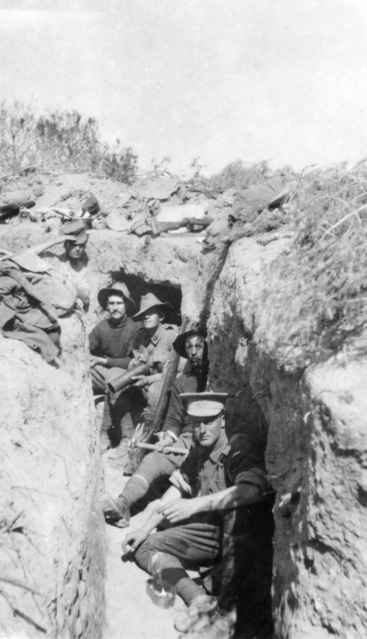
Männer des australischen 8. Bataillons in einer verlassenen türkischen Stellung auf Bolton's Ridge

### Zweite Brigade
Als Teil der zweiten Welle landete die 2. Brigade seit 05:30 Uhr; das 5., 6. und 8. Bataillon sollten das 400 Plateau überqueren und zum Hügel 971 vorstoßen, während das 7. Bataillon auf der linken Seite das Plugge's Plateau erklimmen und dann zum Hügel 971 vorstoßen sollte. Eine Kompanie des 7. Bataillons, Jacksons Kompanie, landete neben Fisherman's Hut im Norden und wurde fast ausgelöscht; nur vierzig Mann überlebten die Landung. Um 06:00 Uhr wurden die Kompanie des 7. Bataillons von Major Ivie Blezard und ein Teil einer anderen Kompanie von Maclagen auf das Plateau 400 geschickt, um die Verteidigung zu verstärken. Als der Kommandeur des 7. Bataillons, Lieutenant Colonel Harold Elliott, landete, wurde ihm klar, dass die Ereignisse nicht nach Plan verliefen. Für genauere Informationen begab er sich zum Hauptquartier der dritten Brigade. Maclagen befahl ihm, sein Bataillon im Süden des Brückenkopfes zu versammeln, da die 2. Brigade nun die rechte und nicht die linke Flanke der Division bilden würde. Als der Kommandeur der 2. Brigade, Colonel James McCay, eintraf, überzeugte Maclagen ihn, seine Brigade nach Süden zu verlegen und die Aufgaben mit der 3. Brigade zu tauschen. Als er schließlich zustimmte, richtete er sein Hauptquartier am seewärtigen Hang des 400 Plateau (McCay's Hill) ein. Auf dem Weg zum Plateau erkannte McCay, dass der Bergrücken zu seiner Rechten, Bolton's Ridge, ein wichtiger Punkt für die Verteidigung sein würde. Er machte  Major Walter Cass ausfindig und befahl ihm, so viele Männer wie möglich zur Verteidigung des Bergrückens zu versammeln. Als die einzelnen Kompanien und Bataillone eintrafen, wurden sie in die Frontlinie vorgeschoben, allerdings ohne einen anderen Befehl als den, die 3. Brigade zu unterstützen. Um 10:30 Uhr trafen die sechs Geschütze der 26th Jacobs Mountain Battery ein, die drei Geschütze auf jeder Seite des White's Valley aufstellten. Am Mittag eröffneten sie das Feuer auf die Türken auf dem Gun Ridge.
Innerhalb von zwei Stunden war die halbe australische Division in die Schlacht von 400 Plateau verwickelt. Die meisten Offiziere hatten ihre Befehle jedoch missverstanden. In dem Glauben, man wolle Gun Ridge besetzen und nicht die gegenwärtige Position halten, versuchten sie dennoch vorzurücken. Das 9. und das 10. Bataillon hatten begonnen, eine Verteidigungslinie zu bilden, doch zwischen ihnen klaffte eine Lücke, die das 7. Bataillon füllen sollte. Als die 2. Brigade vorrückte, begannen Einheiten der 3. Brigade, auf Gun Ridge vorzurücken. Die Australier wussten zu diesem Zeitpunkt nicht, dass die türkischen Verteidiger gegen 08:00 Uhr das Gebiet um Scrubby Knoll erreicht hatten und auf sie vorbereitet waren. Als die Australier die Abschnitte Lone Pine, Johnstone's Jolly und Owen's Gully auf dem Plateau erreichten, eröffneten türkische Maschinengewehre das Feuer. Kurz darauf starteten die Türken von Gun Ridge aus einen Gegenangriff. In dieser Situation entschied McCay um 15:30 Uhr nicht mehr nach Gun Ridge vorzustoßen, sondern sich von Owen's Gully bis Bolton's Ridge einzugraben.

### Pine Ridge
Während des gesamten Kampfes um das Plateau 400 unternahmen australische Einheiten einen schwierigen Vorstoß über die fünf Ausläufer, die dem Südrand des Plateaus entsprangen. Die erste Gruppe war der Zug von Lieutenant Eric Plant vom 9. Bataillon der versuchte, den dritten Bergrücken zwischen Anderson Knoll und Gaba Tepe zu erreichen. Plant konnte im Nachhinein nicht mehr erkennen, welchen Weg er und einige seiner Männer genommen hatten. Unabhängig davon, welchen Punkt Plant erreichte, war die Gefahr, abgeschnitten zu werden, so offensichtlich, dass sich seine Gruppe sehr schnell zurückzog. Die Kompanie von Captain John Whitham vom 12. Bataillon, die kurz zuvor Bolton's Ridge erreicht hatte, begann direkt landeinwärts über die Ausläufer südlich des 400 Plateau in Richtung von Gun Ridge zu marschieren. Als sie sich den vorderen Hang des Bolton's Ridge hinunterbewegten, gerieten sie in schweres Maschinengewehrfeuer. Colonel McNicoll der mit zwei Kompanien zur Unterstützung der rechten Seite der dritten Brigade vorrückte, gab den Befehl, dass eine dieser Kompanien sich auf die äußerste rechte Seite der Linie in Richtung Gaba Tepe begeben und diese Flanke in Meeresnähe sichern sollte. Es war allgemein bekannt, dass der dritte Kamm das Ziel war, aber McNicoll konnte seinen Kompanien nicht sagen, auf welchen Teil des Kammes sie sich konzentrieren sollten. Die 5. Kompanie von Captain Hooke wurde auf Anweisung von MacCay abkommandiert, um die rechte Flanke zu sichern, und der Zug von Lieutenant Prisk wurde zur äußersten Rechten abkommandiert. Hookes und Hamiltons Kompanien des 6. Bataillons bewegten sich südöstlich in Richtung Bolton's Ridge, Hamiltons Kompanie links, Hookes Kompanie rechts, wie von McNicoll befohlen. Prisk auf der äußersten rechten Seite nahm einen Weg entlang des Strandes, während die anderen über MacCay's Hill vorrückten. Auf diese Weise waren sie von Anfang an geteilt. Als sie Bolton's Ridge erreichten gerieten Hamiltons und Hookes Kompanien unter Maschinengewehrfeuer von jenseits von Lone Pine. In der Zwischenzeit drängte Prisks Zug entlang des Bergrückens unmittelbar oberhalb der Küste nach Süden. Da er auf keine feindlichen Truppen stieß, entsandte er die Hälfte seines Zuges in Richtung Gaba Tepe, während er beabsichtigte, sich mit dem Rest der rechten Flanke seines Bataillons bei dessen Angriff auf den dritten Kamm anzuschließen. Nachdem Prisk den Kontakt hergestellt hatte, stieß er zum nächsten Ausläufer vor – Pine Ridge, wo er unter Eigenbeschuss geriet. Prisk zog sich daraufhin nach Allah Gully zurück, wo er seine Männer rasten ließ, während er sich beeilte, Colonel Field zu finden, der, wie er erfuhr, das Kommando über die Feuerlinie des 8. Bataillons hatte. Um 10:00 Uhr erhielt das Brigade-Hauptquartier eine Nachricht mit der Bitte um Verstärkung für das 6. Bataillon. Colonel McNicoll entsandte daher das halbe 5. Bataillon zur Unterstützung. Kurz darauf wurde McCay mitgeteilt, dass das 6. Bataillon verstärkt werden müsse, wenn es seine Position halten wolle. Also schickte McCay seine letzte Reserve, eine Kompanie des 1. Bataillons, und befahl dem 8. Bataillon, eine Kompanie auf dem Kamm zurückzulassen und rechts vom 6. Bataillon vorzurücken. Die verstreuten Formationen konnten ihre Stellungen für den Rest des Nachmittags halten und sah dann um 17:00 Uhr eine große Anzahl türkischer Truppen über den südlichen Abschnitt des Gun Ridge kommen.

## Türkischer Gegenangriff

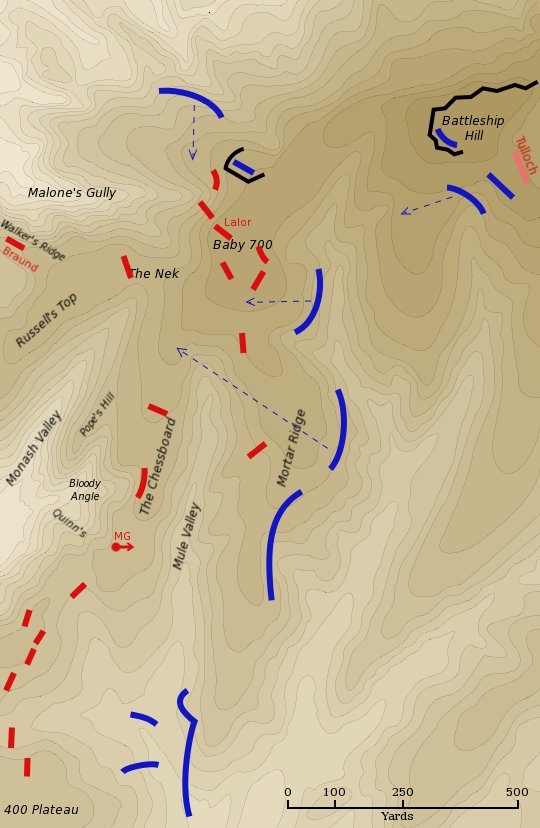

Gegen 10:00 Uhr waren Kemal und das 1. Bataillon des 57. Infanterieregiments die ersten, die in dem Gebiet zwischen Scrubby Knoll und Chunuk Bair eintrafen. Von der Anhöhe aus konnte Kemal die Landung beobachten. Er befahl der Artilleriebatterie, sich auf der Anhöhe aufzustellen und dem 1. Bataillon, Baby 700 und Mortar Ridge von Nordosten her anzugreifen. Gleichzeitig sollte das 2. Bataillon Baby 700 umgehen und von Westen her angreifen. Das 3. Bataillon hielt er vorerst als Reserve zurück. Um 10:30 Uhr informierte Kemal das III. Korps, dass er angreifen würde.
Um 11:30 Uhr teilte Sefik Kemal mit, dass der Feind einen Brückenkopf von ca. 2.000 m Breite errichtet hätte, und dass er mit der 19. Division in Richtung Arı Burnu vorstoßen wolle. Gegen 12:00 erfuhr Kemal, dass die 9. Division in die britische Landung am Kap Helles verwickelt war und seinen Angriff nicht unterstützen konnte. Daher befahl er um 12:30 Uhr zwei Bataillonen des 77. Infanterieregiments, zwischen dem 57. und 27. Infanterieregiment vorzurücken. Gleichzeitig befahl er seinem 72. Infanterieregiment, sich weiter nach Westen zu bewegen. Innerhalb der nächsten halben Stunde begannen das 27. und das 57. Infanterieregiment mit Unterstützung von drei Artilleriebatterien den Gegenangriff. Um 13:00 Uhr traf Kemal mit seinem Korpskommandeur Esat Pascha zusammen und überzeugte ihn von der Notwendigkeit, auf die Landung der ANZAC in voller Stärke zu reagieren. Esat stimmte zu und gab das 72. und 27. Infanterieregiment für Kemals Kommando frei. Insgesamt belief sich die türkische Stärke, die sich der Landung entgegenstellte, auf zehn- bis zwölftausend Mann.

### Norden

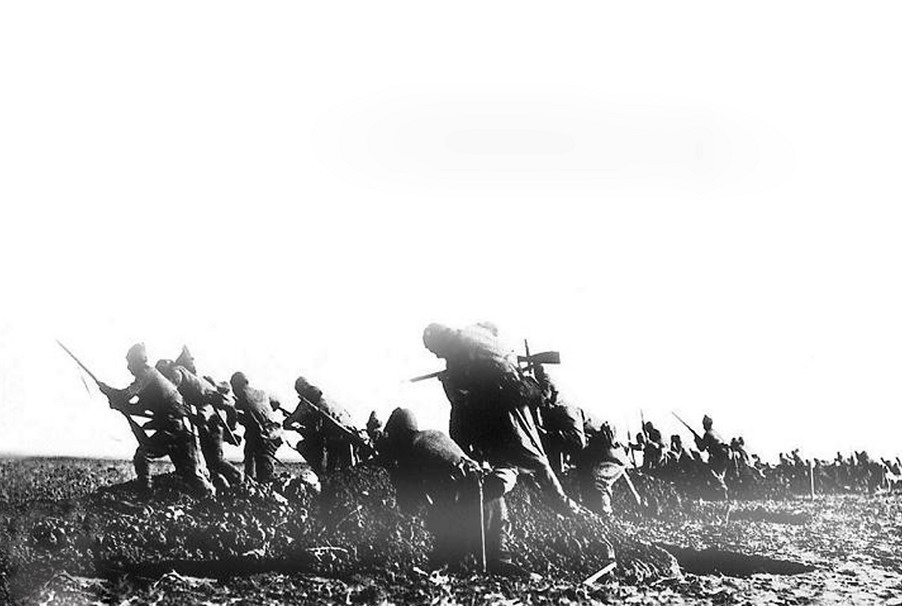
Türkische Truppen verlassen ihre Schützengräben für einen Angriff.

Um 15:15 Uhr überließ Lalor die Verteidigung des Nek einem Zug, der als Verstärkung eingetroffen war, und verlegte seine Kompanie nach Baby 700. Dort schloss er sich einer Gruppe des 2. Bataillons an, die von Lieutenant Leslie Morshead befehligt wurde. Lalor wurde bald darauf getötet. Die linke Flanke von Baby 700 wurde nun von sechzig Mann gehalten, den Überresten mehrerer Einheiten, die von einem Gefreiten befehligt wurden. Sie hatten zwischen 07:30 Uhr und 15:00 Uhr fünf Angriffe der Türken überstanden und nach dem letzten Angriff den Befehl erhalten, sich durch den Nek zurückzuziehen. Dort war gerade eine Kompanie des Canterbury-Bataillons unter Lieutenant-Colonel Douglas Stewart, eingetroffen. Um 16:00 Uhr hatten die Neuseeländer eine Verteidigungslinie auf Russell’s Top gebildet. Auf Baby 700 befanden sich links die Männer von Morsehead und Lalor, und auf der Spitze von Malone’s Gulley waren die Überlebenden des 2. Bataillons sowie Teile der 3. Brigade. Auf der rechten Seite befanden sich die verbliebenen Männer der Auckland-Kompanien und eine gemischte Gruppe des 1., 2., 11. und 12. Bataillons. Sobald Stewarts Männer in Sicherheit waren, befahl er Morsehead, sich zurückzuziehen. Kurz darauf läutete türkischer Artilleriebeschuss einen Gegenangriff ein, der über Baby 700 und die umliegenden Hänge erfolgte. Unter dem massiven Druck der Türken begann die Verteidigung der Australier und Neuseeländer, die bei Baby 700 ausharrten, zusammenzubrechen, worauf sie sich auf eine improvisierte Linie zurückzogen, die sich von Walker’s Ridge im Norden bis Pope’s Hill im Süden erstreckte. Die Verteidigungslinie am Nek wurde nur noch von neun Neuseeländern verteidigt. Als die Überlebenden von Baby 700 eintrafen, stieg ihre Zahl auf etwa sechzig an. Kurz nach 17:00 Uhr teilte Lieutenant-Colonel George Braund Major General Bridges mit, dass er seine Stellung auf Walker’s Ridge halte und wenn er verstärkt würde, vorrücken könnte. Bridges schickte zweihundert Nachzügler aus verschiedenen Bataillonen, um Braund zu verstärken, und versprach zwei zusätzliche Bataillone der neuseeländischen und australischen Division, die jetzt an Land ging. Bis zum Einbruch der Dämmerung um 19:00 Uhr hatten sich die Kämpfe bis Malone’s Gulley und dem Nek ausgedehnt. In Unterzahl und ohne Verstärkung sahen sich die Soldaten am Nek zum Rückzug gezwungen.

### Süden
Die Australier auf dem 400 Plateau waren seit einiger Zeit Scharfschützen und Artilleriebeschuss ausgesetzt und konnten sehen, wie sich türkische Truppen auf dem Gun Ridge eingruben. Gegen 13:00 Uhr wurde eine Kolonne türkischer Verstärkung des 27. Infanterieregiments, beobachtet, die sich von Süden her entlang der Kammlinie bewegte. Die Türken wandten sich daraufhin in Richtung 400 Plateau und rückten in erweiterter Formation vor. Durch schweres Maschinengewehrfeuer sahen sich die Australier zum Rückzug gezwungen. Und kurz darauf hatte  der Angriff einen Keil zwischen die Australier auf Baby 700 und 400 Plateau getrieben. Die Soldaten am Lone Pine mussten sich auf den Westhang des 400 Plateau zurückzuziehen. Um 14:25 Uhr war der türkische Beschuss so stark, dass die indischen Artilleristen gezwungen waren, ihre Geschütze von Hand vom Plateau zu schieben und sich am Strand neu zu formieren. Obwohl es stellenweise eine Mischung aus verschiedenen Kompanien und Zügen gab, die zusammen eingegraben waren, wurden die Australier mit dem 8. Bataillon im Süden eingesetzt, das sich immer noch auf Bolton's Ridge befand. Nördlich davon, im südlichen Sektor des 400 Plateau, standen das 6. und 7. Bataillon, die nun beide unter dem Kommando von Colonel Walter McNicoll standen. Nördlich davon befand sich das 5. Bataillon, während das 10. Bataillon den nördlichen Sektor des 400 Plateau bei Johnston's Jolly deckte. Um 15:30 Uhr hatten die beiden Bataillone des 77. Infanterieregiments ihre Stellung eingenommen und begannen zusammen mit dem 27. Infanterieregiment einen erneuten Angriff. Um 15:30 Uhr und um 16:45 Uhr forderte Colonel McCay, der nun stark unter Druck stand, Verstärkung an. Beim zweiten Mal wurde ihm mitgeteilt, dass nur das 4. Bataillon, übrig sei und Bridges es in Reserve halte, bis weitere Truppen der neuseeländischen und australischen Divisionen gelandet seien. McCay wandte sich daraufhin direkt an Bridges und teilte ihm mit, dass die Lage verzweifelt sei. Um 17:00 Uhr entsandte Bridges das 4. Bataillon zu McCay, der es nach Süden schickte, wo es sich links des 8. Bataillons entlang des Bolton's Ridge formierte.
Um 17:20 Uhr meldete McCay Bridges, dass eine große Zahl unverwundeter Männer das Schlachtfeld verließ und sich auf den Weg zu den Stränden machte. Daraufhin bat Maclagan um dringende Artillerieunterstützung, da seine linke Seite unter schwerem Beschuss stand. Um 18:16 Uhr meldete Colonel Owen, dass die linke Flanke zum Rückzug gezwungen wurde. In der Abenddämmerung machte sich Maclagan auf den Weg zum Hauptquartier von Bridges und antwortete auf die Frage nach seiner Meinung: „Es steht auf der Kippe. Wenn die Türken in Massen anrücken [...] Ich glaube nicht, dass irgendetwas sie aufhalten kann.“ Als es dunkel wurde, stellte die türkische Artillerie den Beschuss ein und es wurde mit dem Ausheben größerer Gräben begonnen und die Truppen mit Wasser und Munition versorgt. Die letzte nennenswerte Aktion des Tages fand um 22:00 Uhr südlich von Lone Pine statt, als die Türken in Richtung Bolton's Ridge vorstießen. Inzwischen hatte das 8. Bataillon zwei Maschinengewehre in Stellung gebracht. Nachdem die Türken unter starken Verlusten bis auf 46 m herangekommen waren, wurden die verbliebenen Türken mit einem Bajonettangriff zum Rückzug gezwungen.

## Nachwirkungen
Bei Einbruch der Dunkelheit waren etwa sechzehntausend Mann gelandet und hatten einen Brückenkopf gebildet. Er erstreckte sich entlang des Bolton's Ridge im Süden, über das 400 Plateau bis zum Monash Valley. Nach einer kurzen Unterbrechung setzte er sich am Pope's Hill und dann an der Spitze des Walker's Ridge fort. Gegen 21:15 Uhr wurde Birdwood gebeten, zum Landekopf zurückzukehren. Dort traf er sich mit seinen leitenden Offizieren, die ihn baten, eine Evakuierung zu veranlassen. Da er nicht bereit war, diese Entscheidung allein zu treffen, meldete er an Hamilton:
Sowohl meine Divisionsgeneräle als auch meine Brigadiere haben mir gegenüber erklärt, dass sie befürchten, dass ihre Männer durch den Granatbeschuss, dem sie nach der Erschöpfung und der tapferen Arbeit am Morgen den ganzen Tag ausgesetzt waren, völlig demoralisiert sind. [...] Selbst die neuseeländische Brigade, die erst seit kurzem im Einsatz ist, hat schwere Verluste erlitten und ist in gewisser Weise demoralisiert. Wenn die Truppen morgen früh erneut unter Beschuss geraten, wird es wahrscheinlich zu einem Fiasko kommen, da ich keine frischen Truppen habe, um die in der Schusslinie befindlichen zu ersetzen.
Hamilton, der eine Evakuierung für so gut wie unmöglich hielt, antwortete Grabt euch ein und haltet durch [...] . Die Überlebenden mussten bis zum 28. April ausharren, als vier Bataillone der Royal Naval Division dem Korps zugeteilt wurden.
Auf türkischer Seite befand sich in dieser Nacht das 2. Bataillon des 57. Infanterieregiments auf Baby 700, das 3. Bataillon, das nur noch neunzig Mann umfasste, im Nek und das 1. Battalion am Mortar Ridge. Südlich von ihnen befand sich das 77. gefolgt vom 27. Infanterieregiment, gegenüber dem 400 Plateau. Das 72. Infanterieregiment, befand sich auf dem Battleship Hill. Die Türken befanden sich in einer ähnlichen Situation wie die ANZAC-Truppen. Von den beiden am stärksten betroffenen Regimentern war das 57. vernichtet worden, und das 27. war durch schwere Verluste erschöpft. Ein großer Teil des 77. war desertiert und war nicht mehr in der Lage zu kämpfen. Das 72. war weitgehend intakt, bestand aber aus schlecht ausgebildeten arabischen Wehrpflichtigen. Das III. Korps, das beide Anlandungen zu bewältigen hatte, konnte keine Unterstützung leisten, da es keine Reserven zur Verfügung hatte. Erst am 27. April trafen das 33. und das 64. Infanterieregiment ein, um die türkischen Streitkräfte zu verstärken.

### Verluste
Das volle Ausmaß der Verluste an diesem ersten Tag ist nicht bekannt. Birdwood, der erst spät an Land kam, schätzte die Zahl der Toten an den Stränden auf drei- bis vierhundert  Vier Männer wurden von den Türken gefangen genommen. Man schätzt, dass die türkischen 27. und 57. Infanterieregimenter rund 2.000 Mann verloren haben, was fünfzig Prozent ihrer Gesamtstärke entspricht.